# イルカ (SOUL'd OUTの曲)
イルカは、SOUL'd OUTの9thシングルである。

## 概要
- このCDは日本初となるU-MYX（英語版）ソフトウェア内蔵CDとして発売された[1]。
- ミュージックビデオには道端ジェシカが出演。なお、SOUL'd OUT本人は出演していない。

## 収録曲
1. イルカ (5:18)
（作詞：Diggy-MO'，Bro.Hi　作曲：Diggy-MO'，Shinnosuke　編曲：Shinnosuke）
2. She's A Bad Mama Jama (5:18)
（作詞：Haywood Leon，Diggy-MO'，Bro.Hi　作曲：Haywood Leon，Diggy-MO'，Shinnosuke　編曲：Shinnosuke）
デトロイト出身のR&Bシンガー、カール・カールトン（英語版）のカヴァー曲

## 収録アルバム
- ALIVE（#1、表記はないがアルバムバージョン）
- Single Collection（#1）
- Flip Side Collection（#2）